# Radonice, Chomutov
Radonice là một làng thuộc huyện Chomutov, vùng Ústecký, Cộng hòa Séc.